# KicsiKÉM – Austin Powers 2.
A KicsiKÉM – Austin Powers 2.: A kém, aki szeretett engem (eredeti címén: Austin Powers: The Spy Who Shagged Me) egy 1999-es amerikai vígjáték Mike Myers és Heather Graham főszereplésével. A filmet Jay Roach rendezte, és ez a második epizódja az Austin Powers-sorozatnak. A főszerepben ezúttal is Mike Myers látható, immár hármas szerepben: az első filmben nyújtott alakítása után eljátssza a címszereplő Austin Powers titkosügynököt, nemezisét, Dr. Genyát, és egy új karaktert, a kövér bérgyilkos Dagi Dögöt. 

## Történet
1999-ben Austin Powers titkosügynök éppen a mézesheteket élvezi Vanessával, akit az előző rész után feleségül vett. Nem sokkal a film kezdete után kiderül, hogy Vanessa mindvégig Dr. Genya egy robotja volt, aki az életére tör, majd felrobbantja magát. Austin pillanatokig gyászol csak, ugyanis hamar rájön, hogy ismét facér lett. Eközben Dr. Genya visszatér, aki találkozik fiával, Scottal a Jerry Springer Show-ban. Scott nehezményezi, hogy az apja annyira elhanyagolja őt, de Dr. Genya meg se hallja ezt, sőt: seattle-i titkos bázisán elkészíttette saját maga miniatűrizált klónját, Kicsi Ént, akit fiánál sokkal jobban szeret.
Dr. Genya felfedi emberei előtt legújabb tervét: visszautazik a hatvanas évekbe az időgépével, és ellopja Austin Powers "monyóját", a szexuális vonzerejének forrását. Ő és Kicsi Én megérkeznek 1969-be, ahol találkoznak Második és Frau Farszagú fiatalabb kiadásával. Egy beépített embere, a skótdudán játszó Dagi Dög segítségével az éppen lefagyasztott Austin monyóját megszerzi. A brit hírszerzés figyelmezteti Austint, hogy Dr. Genya egyik ügynöke a nyomában van. Egy fotózáson találkozik is Jovona Dugogatnival, aki bevallja, hogy tényleg meg kellett volna ölnie őt, de nem tud neki ellenállni. Mégsem történik semmi, mert a monyója nélkül Austin impotens lett.
A hírszerzés egy Volkswagen New Beetle-be épített időgép segítségével visszaküldi Austint 1969-be. A lakásán épp egy buli kellős közepébe csöppen majd találkozik egy másik ügynökkel, Felicity Jólduggal. Előbb mindkettejükre Dr. Genya egy bérgyilkosa támad, majd üldözőbe veszi őket Mustafa. Belőle majdnem kiszedik Dr. Genya titkos bázisának helyét, de az utolsó pillanatban Kicsi Én lenyilazza őt, ami miatt lezuhan egy szikláról.
A fotókat tanulmányozva, amik a tetthelyen készültek, Austin felfedezi, hogy Dagi Dög lopta el a monyóját. Ő ezt leszállította Dr. Genyának, aki iszik belőle egy kicsit, majd a hatása alatt szexel Frau Farszagúval. Később kiderül, hogy Scott így fogant meg, aki nem sokkal később megérkezik az időgéppel. Dr. Genya felfedi legújabb tervét: egy hatalmas lézert telepít a Holdra és azzal zsarolja a világot, hogy ha nem fizetnek neki, szétlövi őket. Közben Austin és Felicity is jobban megismerik egymást, de nem történik köztük semmi, mert Austin a monyója nélkül nem mer kezdeményezni.
Hogy becsempészhessen egy nyomkövetőt a hátsó felébe, Felicity elcsábítja Dagi Dögöt. Ugyan a Paddington Station metrómegálló vécéjében kiadja magából, de a székletmintája elemzését követően olyan növényeket találnak benne, ami csak a Karib-szigeteken terem meg. Austin és Felicity megtalálják a titkos bázist, de foglyul ejtik őket. Felicity megmutatja a melleit az őrnek, így meg tudnak szökni. Dr. Genya és Kicsi Én a titkos holdbázisra mennek, Austin és Felicity pedig az Apollo-11 fedélzetén követik őket. A bázison Austin megküzd Kicsi Énnel, akit kihajít az űrbe. Dr. Genyával már nem bír el ilyen egyszerűen: fogságba ejtette Felicityt, így választás elé állítja: vagy a világot menti meg, vagy Felicityt. Austin Felicity kérésére a világot választja és hatástalanítja a lézert. Dr. Genya elszólja magát: ha visszamegy az időben, megmentheti Felicityt. Vissza is utazik 10 percet, és Felicityt is megmenti. Dr. Genya ekkor beindítja az önmegsemmisítő mechanizmust és eldobja Austin monyóját, ami darabokra törik. Felicity rámutat, hogy a monyóját nem vesztette el, hiszen az most is benne van: megmentette a világot. Ezután mindketten 1999-be utaznak.
Austin lakásán Dagi Dög ismét megpróbálja megölni mindkettejüket, de Felicity lefegyverezi. Ezután egy bulit rendeznek. 1969-ben Dr. Genya és Kicsi Én bosszúra készülnek. A Jerry Springer Showban Scott megtudja, hogy ki is az anyja. A film végén Austin rajtakapja Felicityt múltbeli önmagával, mire az közli, hogy az nem megcsalás, ha egy és ugyanaz a személy.

## Filmzene
A film filmzenéje Madonna 1999-es Beautiful Stranger című slagerét tartalmazza. A dal 2000-ben Grammy-díj-at nyert. Videójában Mike Myers Austin Powers-ként jelenik meg, amelyet Brett Ratner rendezett. Egy másik kislemez a Word Up! Melanie Brown-tól 1999. június 28-án jelent meg. A dal a 13. helyen végzett a brit kislemezlistán. A film filmzenéje három csillagot kapott az AllMusic-on. Lenny Kravitz egy másik kislemeze az American Woman kislemezként jelent meg, és később bekerült Kravitz 5 című albumának 1999-es újrakiadásába, amely bejutott a top 20-ba Ausztráliában, Finnországban, Olaszországban, Új-Zélandon és Spanyolországban, valamint a 26. helyet Kanadában és a 49. helyet az amerikai Billboard Hot 100-on. Kravitz verziója lassabb és lágyabb, mint az eredeti, a jellegzetes gitárszóló nélkül. A tizenkét dalt tartalmazó filmzenei album több mint egymillió példányban kelt el az Egyesült Államokban, és platina minősítést kapott.

## Szereplők
| Szerep                           | Színész          | Magyar hang       |
| -------------------------------- | ---------------- | ----------------- |
| Austin Powers Dr. Genya Dagi Dög | Mike Myers       | Józsa Imre        |
| Vanessa Kensington               | Elizabeth Hurley | Prókai Annamária  |
| Felicity Jóldug                  | Heather Graham   | Solecki Janka     |
| Basil Exposition                 | Michael York     | Szakácsi Sándor   |
| Második                          | Robert Wagner    | Kránitz Lajos     |
| Frau Farszagú                    | Mindy Sterling   | Koffler Gizi      |
| Scott                            | Seth Green       | Seszták Szabolcs  |
| Kicsi Én                         | Verne Troyer     | Józsa Imre        |
| Fiatal Második                   | Rob Lowe         | Kárpáti Levente   |
| Elnök                            | Tim Robbins      | Haás Vander Péter |
| Mustafa                          | Will Ferrell     | Bicskey Lukács    |
| Robin Nyelek                     | Gia Carldes      | Braun Rita        |
| Jovona Dugogatni                 | Kristen Johnson  | Kocsis Mariann    |
| Buzintosz                        | Mary Jo Smith    |                   |
| NORAD ezredes                    | Kevin Cooney     | Kajtár Róbert     |
| Hawk tábornok                    | Charles Napier   | Garai Róbert      |
| Önmaga                           | Jerry Springer   | Gruber Hugó       |
| Önmaga                           | Woody Harrelson  | Stohl András      |
| Önmaga                           | Willie Nelson    | Csuha Lajos       |

## Díjak és jelölések
- Oscar-díj
  - 2000 jelölés: legjobb maszk – Michéle Burke, Mike Smithson
- Golden Globe-díj
  - 2000 jelölés: Legjobb eredeti film betétdal – Madonna, William Orbit
- Grammy-díj
  - 2000 díj: legjobb filmdal – Madonna, William Orbit
  - 2000 jelölés: az év albuma